# Tetraedrita
La tetraedrita va ser considerada una espècie mineral fins a l'any 2020, quan va ser desacreditada per l'Associació Mineralògica Internacional. Des d'aquell moment el terme tetraedrita s'empra com a sinònim del subgrup de la tetraedrita, o bé per anomenar les espècies que el conformen sense especificar-ne una per falta d'anàlisis concloents.
Apareix en vetes hidrotermals, a temperatures de baixes a moderades. També es pot trobar en alguns dipòsits de metamorfisme de contacte. Normalment associada a minerals de coure, plata, plom i zinc. Aporten informació als geòlegs sobre les condicions en què es van formar els jaciments, perquè a mesura que la temperatura va decreixent aquests minerals es van enriquint en mercuri i plata.

## Localització
Es troben grans cristalls en Kapnik (Romania), Boliden (Suècia), la República Txeca, Namíbia, Estats Units, Bolívia i Perú. Les varietats amb plata es troben a Alemanya, Àustria i Perú (Ancash i Arequipa).
La tetraedrita és un mineral important en la indústria minera del coure i sovint s'empra també per a extreure'n plata, mercuri i antimoni. També se n'extreuen certes varietats com una espècie de tel·luri i altres d'estany.